# Pleiacanthus spinosus
La  Pleiacanthus spinosus   (Nutt.) Rydb., 1917 è una specie di pianta angiosperma dicotiledone della famiglia delle Asteraceae.  Pleiacanthus spinosus  è anche l'unica specie appartenente al genere  Pleiacanthus   (Nutt.) Rydb., 1917.

## Etimologia
Il nome del genere ( Pleiacanthus) deriva da due parole greche: "pleios" (= pieno, completo, più del solito) e "acanthos" (= pianta spinosa), in riferimento al portamento spinoso della specie. L'epiteto specifico (spinosus ) deriva dal latino "spinosum".
Il nome scientifico della specie è stato definito dai botanici Thomas Nuttall (1786-1859) e Per Axel Rydberg (1860-1931) nella pubblicazione " Flora of the Rocky Mountains" ( Fl. Rocky Mts. 1023, 1069 ) del 1917. Il nome scientifico del genere è stato definito nella stessa pubblicazione.

## Descrizione

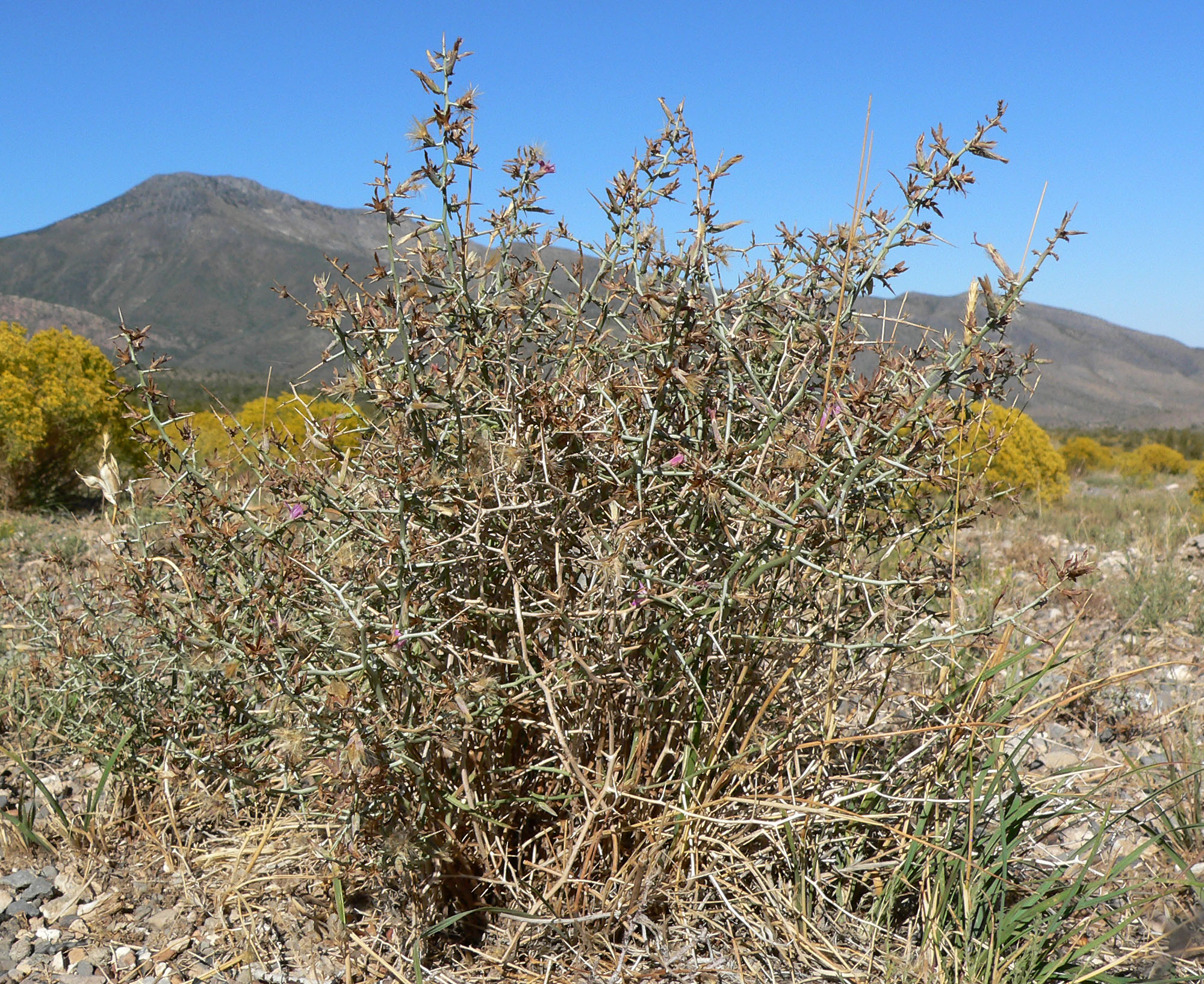
Il portamento

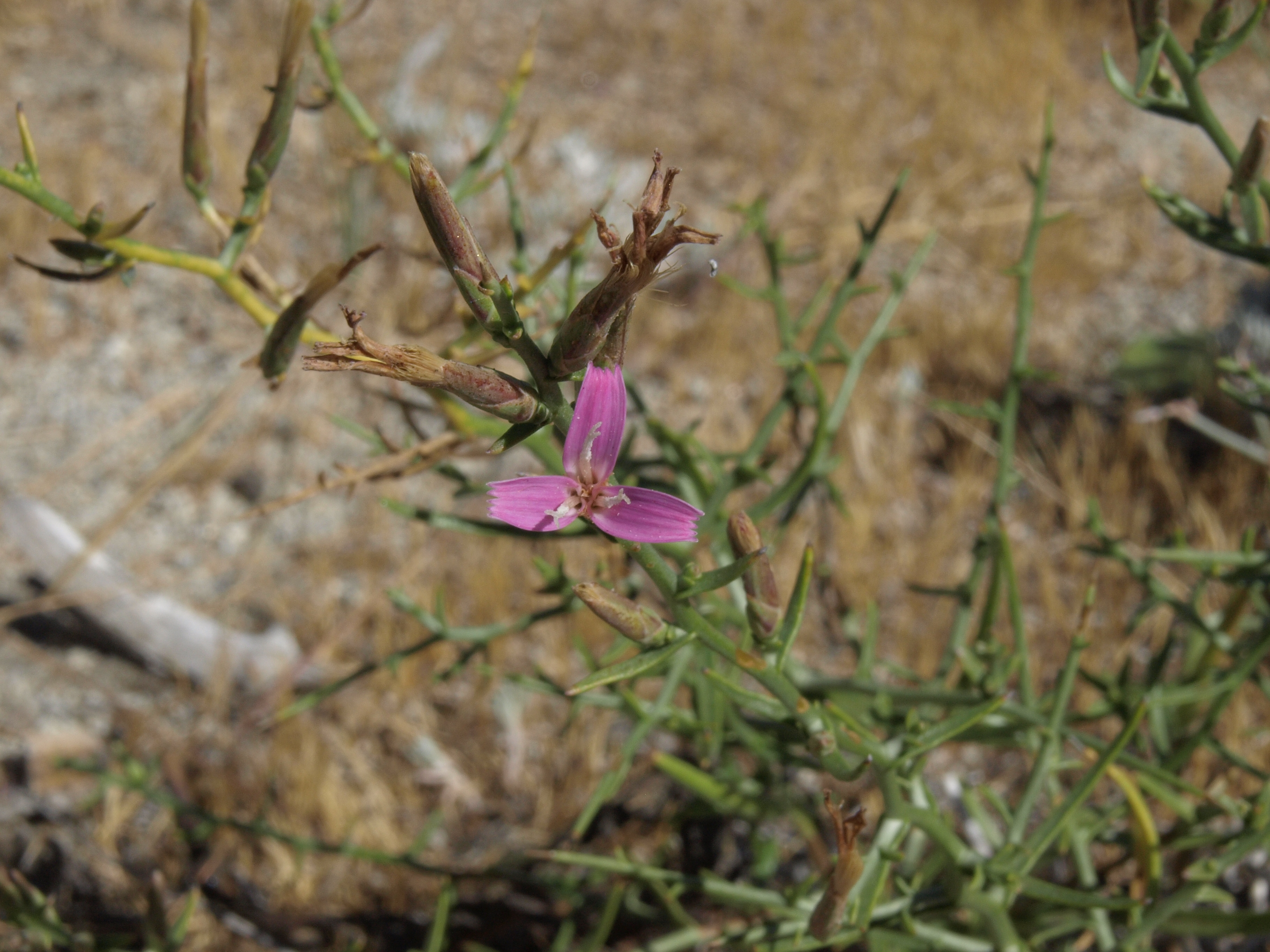
Le foglie

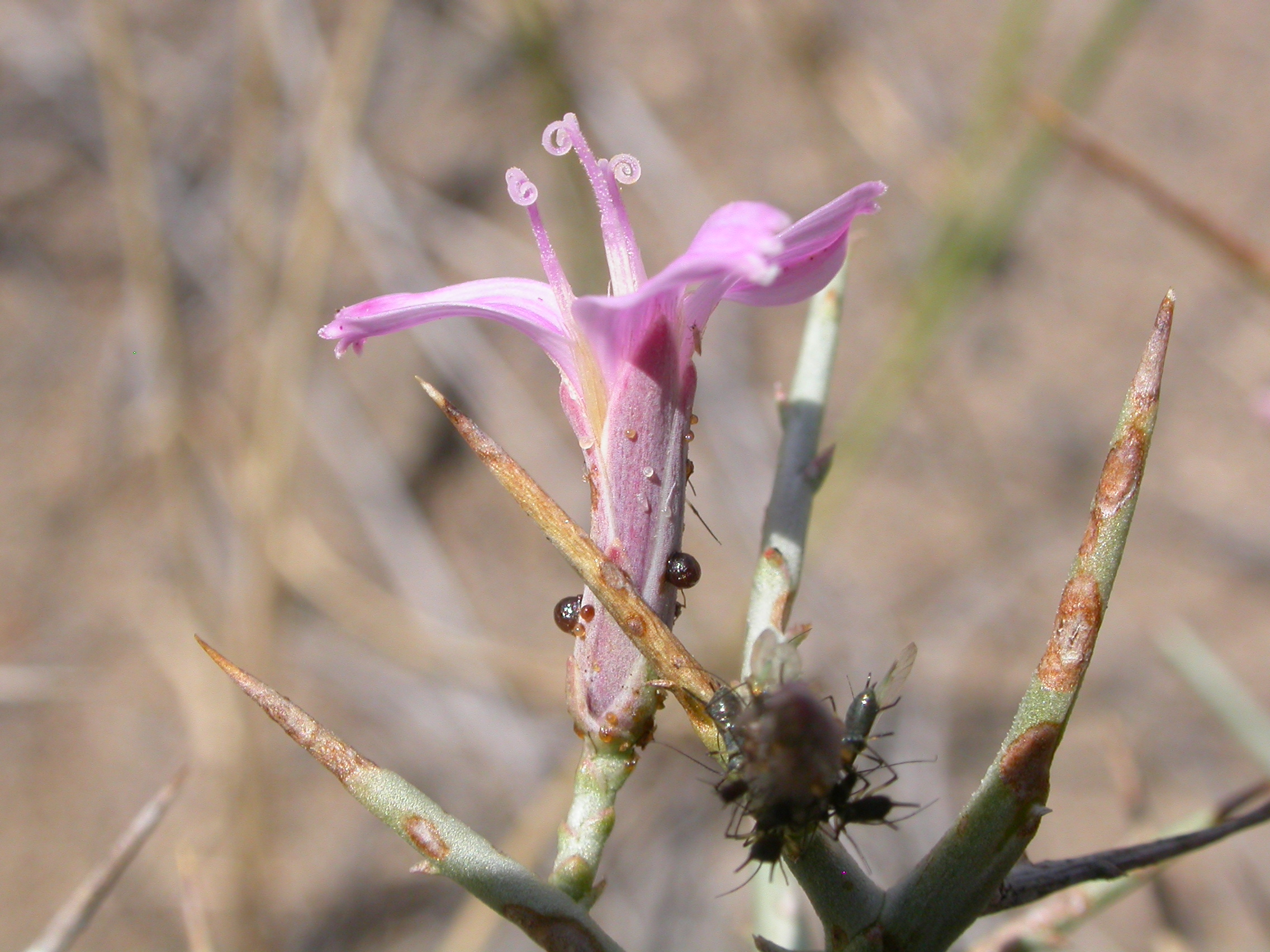
I fiori

Habitus. Le piante di questa voce, con cicli biologici perenni, sono piante arbustive (i rami sono intricati e divaricati) a base lanosa. Tutte le specie del gruppo, di appartenenza di questa pianta, sono provviste di latice.
Fusto. I fusti (1 - 8 per pianta), in genere eretti, ascendenti o divaricati, rigidi (a punta aculeata) e ramificati. Gli steli, a maturità, si trasformano in spine aguzze. Le radici in genere sono di tipo fittonante. Altezza media della pianta: 10 – 50 cm.
Foglie. Sono presenti foglie cauline con disposizione alterna. Le lamine sono intere con forme da lineari a simili a scaglie.
Infiorescenza. L'infiorescenza è composta da uno o più capolini terminali subsessili e sottesi da un calice di 4 - 6 brattee. I capolini, solamente di tipo ligulifloro, sono formati da un involucro composto da diverse brattee (o squame) all'interno delle quali un ricettacolo fa da base ai fiori ligulati. L'involucro ha una forma più o meno cilindrica ed è formato da due serie di brattee (interne ed esterne). Le brattee, da 3 a 5,  hanno delle forme lineari-lanceolate. Il ricettacolo, alla base dei fiori, piatto o convesso, liscio e glabro, è nudo (senza pagliette). Diametro dell'involucro: 2 – 3 mm.
Fiori. I fiori (3 - 5 per capolino), tutti ligulati, sono tetra-ciclici (ossia sono presenti 4 verticilli: calice – corolla – androceo – gineceo) e pentameri (ogni verticillo ha in genere 5 elementi). I fiori sono ermafroditi, fertili e zigomorfi.
- Formula fiorale:

*/x K {\displaystyle \infty }, [C (5), A (5)], G 2 (infero), achenio
- Calice: i sepali del calice sono ridotti ad una coroncina di squame.
- Corolla: le corolle sono formate da un tubo e da una ligula terminante con 5 denti; il colore è rosa o lavanda.
- Androceo: gli stami sono 5 con filamenti liberi e distinti, mentre le antere sono saldate in un manicotto (o tubo) circondante lo stilo.[13] Le antere sono codate e allungate con una appendice apicale; i filamenti sono lisci. Il polline è tricolporato e di colore arancio.[14]
- Gineceo: lo stilo è filiforme. Gli stigmi dello stilo sono due divergenti, corti, smussati e ricurvi con la superficie stigmatica posizionata internamente (vicino alla base).[15] L'ovario è infero uniloculare formato da 2 carpelli.

Frutti. I frutti sono degli acheni con pappo. Gli acheni, colorati di bruno chiaro, hanno una forma colonnare con apice troncato e privi di becco (non sono compressi); in alcuni casi gli acheni sono provvisti di 5 coste longitudinali. Il pappo, persistente, si compone di 50 - 60 setole barbate (non piumose) colorate di bruno chiaro.

## Biologia
- Impollinazione: l'impollinazione avviene tramite insetti (impollinazione entomogama tramite farfalle diurne e notturne).
- Riproduzione: la fecondazione avviene fondamentalmente tramite l'impollinazione dei fiori (vedi sopra).
- Dispersione: i semi (gli acheni) cadendo a terra sono successivamente dispersi soprattutto da insetti tipo formiche (disseminazione mirmecoria). In questo tipo di piante avviene anche un altro tipo di dispersione: zoocoria. Infatti gli uncini delle brattee dell'involucro (se presenti) si agganciano ai peli degli animali di passaggio disperdendo così anche su lunghe distanze i semi della pianta.

## Distribuzione e habitat
La distribuzione è Nord Americana (USA sud-occidentale).

## Tassonomia
La famiglia di appartenenza di questa voce (Asteraceae o Compositae, nomen conservandum) probabilmente originaria del Sud America, è la più numerosa del mondo vegetale, comprende oltre 23.000 specie distribuite su 1.535 generi, oppure 22.750 specie e 1.530 generi secondo altre fonti (una delle checklist più aggiornata elenca fino a 1.679 generi). La famiglia attualmente (2021) è divisa in 16 sottofamiglie.

### Filogenesi
Il genere di questa voce appartiene alla sottotribù Microseridinae della tribù Cichorieae (unica tribù della sottofamiglia Cichorioideae). In base ai dati filogenetici la sottofamiglia Cichorioideae è il terz'ultimo gruppo che si è separato dal nucleo delle Asteraceae (gli ultimi due sono Corymbioideae e Asteroideae). La sottotribù Microseridinae fa parte del "quinto" clade della tribù; in questo clade insieme alla sottotribù Cichoriinae forma un "gruppo fratello".
I seguenti caratteri sono distintivi per la sottotribù:
- il polline è colorato di arancio;
- la distribuzione è relativa al Nuovo Mondo.

Il genere di questa voce, nell'ambito filogenetico della sottotribù, occupa una posizione vicina ai generi Stephanomeria, Rafinesquia  e Munzothamnus. Alcuni Autori, considerando l'estensione della sottotribù, l'hanno suddivisa in 8 entità (o alleanze) informali. Il genere di questa voce è stato associato al gruppo 'Alleanza Stephanomeria formato dai generi  Munzothamnus, Pleiacanthus, Prenanthella, Rafinesquia e Stephanomeria. Il genere di questa voce in precedenti classificazioni era descritto all'interno della sottotribù (non più valida) Stephanomeriinae. Alcune checklist considerano il genere Prenanthella sinonimo di Lygodesmia.
I caratteri distintivi per questa specie sono:
- il ciclo biologico è perenne con portamento arbustivo;
- gli steli si trasformano in spine aguzze;
- il ricettacolo è nudo;
- i capolini hanno pochissimi fiori.

Il numero cromosomico della specie è: 2n = 16 (specie diploide).

### Sottospecie
Per questa specie sono riconosciute le seguenti ### sottospecie presenti nella flora spontanea italiana:

### Sinonimi
La specie di questa voce, in altri testi, può essere chiamato con nomi diversi. L'elenco che segue indica alcuni tra i sinonimi più frequenti:
- Lygodesmia spinosa Nutt., 1841
- Stephanomeria spinosa (Nutt.) Tomb, 1970